# セル・ダーレン・ディアロ

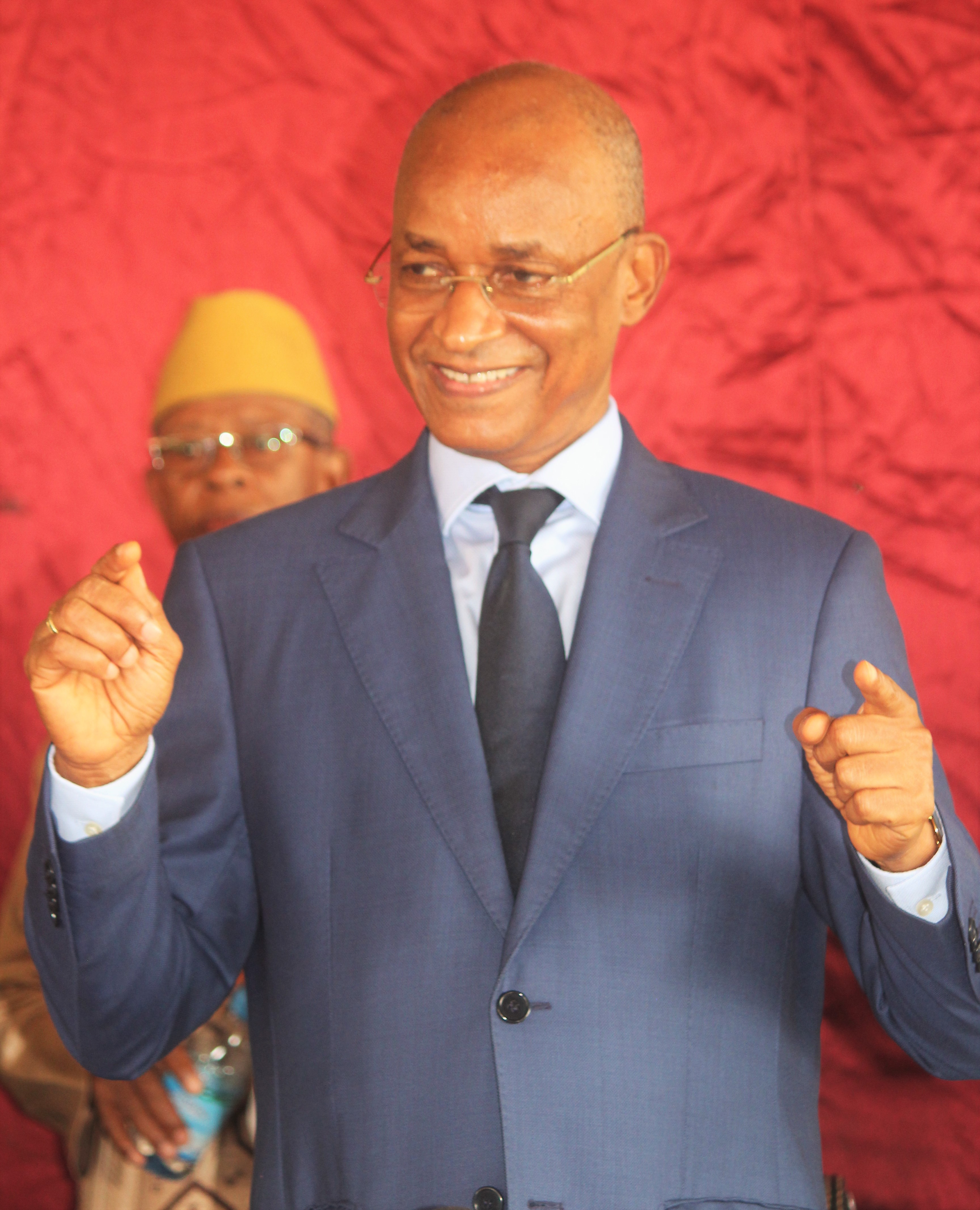
2020年撮影

セル・ダーレン・ディアロ（Cellou Dalein Diallo、1952年2月3日 - ）は、ギニアの経済学者、政治家。フラニ族（プル人）。2004年から2006年まで、ランサナ・コンテ大統領の下で首相（第6代）を務めた。現在、ギニア民主勢力連合(UFDG)の党首。
ディアロは1952年、ラベで生まれ、コナクリ大学へと進学し、さらにパリで経済学を学んだ。1976年には貿易検査官となり.、1982年にはギニア外国貿易銀行へと入社し、1985年から1995年まではギニア中央銀行で働いた。。1996年10月には入閣し、運輸･通信･観光大臣を務めた。1997年10月にはインフラ大臣、1999年3月12日には公共交通大臣、2004年2月13日には漁業水産大臣をそれぞれ歴任した。
2004年12月9日、ディアロはコンテ大統領によってしばらく空位となっていた首相に任命された。ディアロはフランス語にくわえ英語も堪能で、コンテ政権の運営に大きな役割を果たしたが、やがて政権内部での対立がおき、2006年4月にディアロは首相を解任された。下野した後彼は野党に参加し、2007年11月8日、ママドゥ・バの後任としてギニア民主勢力連合(UFDG)の党首となった。
2009年9月28日、コンテ死後にクーデターで政権を握っていたムーサ・ダディ・カマラへの抗議集会にディアロは参加したが、カマラが軍を投入してデモを鎮圧し157人の死者を出した。この際、ディアロも負傷し、軍によって連行された。
その後2009年12月3日にカマラが銃撃され、後任にセクバ・コナテが就任すると大統領選挙が実施されることとなり、ディアロも立候補した。2010年6月27日に行われた第1回投票でディアロはプル人の支持を集め得票率43%でトップとなったが、過半数を下回ったため第2位のアルファ・コンデと決選投票を行うこととなった。2010年11月7日に行われた決選投票では、3位以下の候補の票を集めたアルファ・コンデが僅差で勝利したと15日に選挙管理委員会が発表したが、ディアロはこの結果を不服とする声明を発表し、即日首都コナクリなどで暴動が発生、11月17日までに7名が死亡し、コナテ暫定大統領は非常事態宣言を行った。しかし12月2日、ギニア最高裁判所が選挙結果を認め、ディアロの抗議を退けたため、ディアロは敗北を認め暴動は沈静化した。
2021年9月に発生した軍事クーデターでは、国際社会がクーデターを起こした国軍を非難する中でディアロはクーデターの支持を表明した。